# Passion Flower (film 1921)
Passion Flower è un film muto del 1921 diretto da Herbert Brenon.

## Trama
Acacia viene concupita da Esteban, il suo patrigno. La giovane accetta di sposare il cugino Norbert ma, Esteban, geloso, fa credere a Norbert che lei sia già promessa a Faustino. L'uomo rompe il fidanzamento e Acacia acconsente alle nozze con Faustino. Quando questi però viene ucciso, del delitto viene incriminato Norbert. Scagionato, viene comunque perseguitato dai fratelli del morto. Acacia, intanto, cade nelle braccia di Esteban. Sua madre scopre così la passione colpevole del marito.

## Produzione
Il film fu prodotto dalla Norma Talmadge Film Corporation.

## Distribuzione
Distribuito dalla Associated First National Pictures, il film uscì nelle sale cinematografiche USA il 3 aprile 1921.